# オリオ郡区 (イリノイ州ウッドフォード郡)
オリオ郡区（オリオぐんく、Olio Township）は、イリノイ州ウッドフォード郡に属する郡区。2010年アメリカ合衆国国勢調査の時点では、人口は4,931人で、住宅ストックは1,879戸であった。
オリオ郡区内で最も人口の大きいコミュニティは、ウッドフォード郡の郡庁があるユリーカ市 (City of Eureka) である。

## 地理
2010年アメリカ合衆国国勢調査の結果によれば、郡区の総面積は31.45平方マイル (81.5 km2) であり、そのうち31.41平方マイル (81.4 km2) (99.87%) が陸地、0.03平方マイル (0.078 km2) (0.10%) が水域であった。